# Гостиний двір (Київ)
Гостиний двір у Києві — монументальний торговий комплекс на Контрактовій площі на Подолі, частково зведений у 1809-1813 роках за проєктом Луїджі Руска. Перебудований у 1828—1833 роках за проєктом А. Меленського, та наприкінці ХІХ століття. Знесений та відбудований наново за первісним проєктом Л. Руска архітектором В. Шевченко у 1983—1990 роках. У 2013 розпочата масштабна реконструкція за проєктом А. Миргородського.
Пам'ятка містобудування і архітектури національного значення (1979—2011, 2015), пам'ятник архітектури містобудування місцевого значення (2014). Також, Гостиний двір є головним і центральним елементом Пам'ятки архітектури і містобудування місцевого значення «Комплекс споруд Контрактової площі, Х-кінець-XIX ст.» (2012).

## Історія

### Передумови
В той час в Києві на Подолі вже існував Старий гостиний двір, зведений у 1778 році за проєктом архітектора Івана Григоровича-Барського, проте його розмірів було недостатньо, аби задовольнити попит наявних купців.
З 1798 року на площі, яку в подальшому почали називати Контрактовою, почали проводити Контрактові ярмарки, переведені з Дубно.
З ростом об'ємів торгівлі виросла необхідність будівництва на цій площі більшого двоповерхового Гостиного двору.
В 1806 році відомому петербурзькому архітектору Луїджі Руска було поручено «складення» проєкту двоповерхового Гостиного двору.
21 листопада 1808 року на тодішній Торговій площі під час пожежі згоріло понад 300 дерев'яних лавок, а залишилися лише льохи й попелища. Відразу після пожежі 23 листопада «Товариство торгівельних купців» Подолу звернулося до цивільного губернатора з проханням дозволити їм збудувати кам'яні торгові ряди і видати для цього з Державного банку позику 150 тис. рублів..
Наступного дня, 24 листопада 1808 року, магістрат у рапорті на ім'я київського цивільного губернатора П. П. Панкратьєва доклав повідомляє про рішення про початку будівництва кам'яного Гостиного двору на кошти Міського товариства і господарів товариства відразу з приходом весни 1809 року. В цьому ж документі говориться про заснування Будівельної експедиції, членами якої ставали імениті громадяни Києва М. Григоренко, А. Барський, П. Барщевський. Експедиція під наглядом магістрату мала опікуватися заготівлею матеріалів, узгодженням робіт з архітектором та слідкувати, щоб під час будівництва не було ні зупинки, ні завад..
18 грудня 1808 року Київська міська Комісія з управління доходами і витратами представила київському губернатору відношення щодо відведення місця для будівництва нового Гостиного двору «там, де стояли  раніше згорілі лавки».
4 січня 1809 року губернатору Панкратьєву були представлені плани площі, на одному з яких були зображені всі будови гостиного двору (назва від давньоукр. «гість» — купець) та інших торгових лавок..
Для вивільнення місця під будівництво «нового» Гостиного двору розібрали цегляний будинок купця Пилипа Лакерда..
Існував також Печерський гостиний двір, який згорів 1817 року.

### Будівництво за проєктом Луїджі Руска (1809—1813)

#### Затвердження проєкту
10 серпня 1809 року представлений проєкт Луїджі Руска був затверджений у Міністерстві внутрішніх справ, а 5 вересня проєкт був вже в Києві для його реалізації.
Проєкт нового Гостиного двору в стилі класицизму розробив архітектор Луїджі Руска. Це мав бути монументальний двоповерховий торговельний комплекс у вигляді замкненого прямокутника з внутрішнім службовим приміщенням, до якого вели шість воріт.

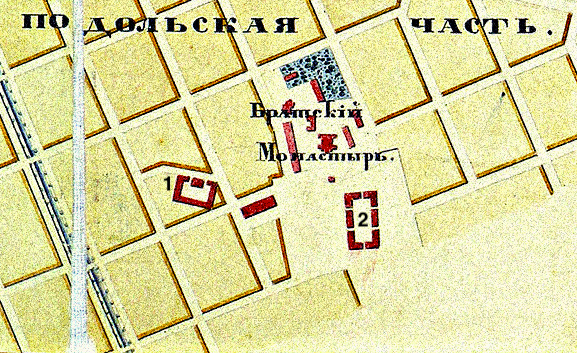
Проєктний план по відхиленню Дніпра від Чортороя. 1852 Фрагмент. Цифрами: 1. Старий Гостиний двір 2. Гостиний двір (новий)

Зовнішні сторони двору були оточені арковими галереями, фасади (південний і північний — завдовжки 120 м, східний та західний — 60 м) мали бути прикрашені напівкруглими пілястрами (напівколонами) висотою у 2 поверхи та пофарбовані в жовтий та білий кольори. Гостиний двір мав розміри 80*20 метрів. В результаті будівництва, будівля отримала розміри 122*65 метрів.

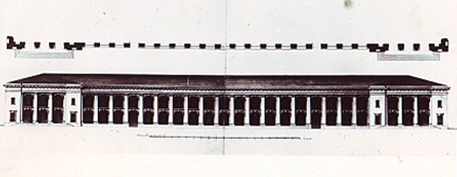
Проєкт Гостиного двора Луїджі Руска у Києві (1809)

Згідно з «височайше апробованим» планом, уздовж фасаду звернутого до Братського монастиря (нині — Києво-Могилянська академія), мав міститься «ряд залізний», з боку фонтану Самсона — «ряд пуховий та полотняний», до храму Богородиці Пирогощі — «ряд овочевий», до сучасної вулиці Сагайдачного — ряд «шовковий та суконний».
Це були повністю конкурентноспроможні виробництва, які, одначе, поступилися своїм статусом лише у другій половині XIX століття — після скасування Маґдебурзького права 1835 року та відкриття великих фабрик та заводів.
Проєктом було передбачено розміщення по лавці у кожній арці, за виключенням 6 проїздів у внутрішній двір. Таким чином на фасаді першого поверху мало бути розміщено 56 лавок і 40 лавок з боку двору. Всього — 96. На другому поверсі мало бути 108 лавок, оскільки відпадала потреба у 6 проїздах. Всього будівля була розрахована на 204 торгові точки. Доступ до лавок другого поверху планувався по 4-м сходовим маршам в кутових частинах Гостиного двору з подальшим виходом на відкриті аркові галереї.
Всередині двору мав бути розміщений торговельний ринок.

#### Початок будівництва
Уряд надав магістрату восьмирічну позику 150 тисяч рублів і 18 вересня 1809 року заклали фундамент нового Гостиного двору, що його благословив митрополит Серапіон.
14 листопада 1809 року для спостереження за будівництвом Гостиного двору була затверджена «спеціальна будівельна експедиція», в склад якої входили головний архітектор Києва Андрій Меленський та петербурзький архітектор Костянтин Ізмайловський.
Первісно будівництво Гостиного двору в Києві здійснювалось під керівництвом петербурзького архітектора К. Є. Ізмайловського за проєктом Луїджі Руски, а з 3 березня 1811 року керівництво будівельними роботами знову перейшло до рук міського архітектора А. Меленського.
Спочатку частково фундаменти Гостиного двора поставили на дерев'яні зруби погребів, які там були раніше, це призвело до нерівномірної осадки будинку та тріщин в стінах. Цей недолік було усунуто під керівництвом архітектора Меленського до вересня 1811 року.

#### Вимушене призупинення будівництва
До 1811 року були зведені фундаменти та частково стіни першого поверху за проєктом.
Проте 9-11 липня 1811 року трапилася грандіозна пожежа, яка знищила більшу частину будинків і споруд на Подолі. Гроші з будівництва Гостиного двору були направлені на подолання наслідків катастрофи. Наступного року фінансування будівництва було унеможливлене через французько-російську війну 1812 року.
Довелося лише накрити перший поверх дахом і залишити будинок одноповерховим. На цій стадії будівництво зупинилося до 1825 року.
Проте Гостиний двір почав працювати за первісним призначенням. За Магдебурзьким правом, яке Київ мав до 23 грудня 1834 року, доходи від Гостиного двору отримував Магістрат.

### Реконструкція за проєктом А. Меленського (1828—1833)
В 1826 році через фінансову неспроможність громади Києва було «височайше дозволено» залишити Гостиний двір одноповерховим.
Перша реконструкція була розпочата 1828 року архітектором Андрієм Меленським після пожежі. Він ввів замість легкого русківського стилю ампір. Тонкі красиві форми були замінені на грубіші.
В 1833 році були завершені будівельні роботи з облаштування карниза, аттика та нового даху з залізним покриттям.
У Гостиному дворі розмістили 52 лавки, в яких працювали крамниці та майстерні, частина з яких належала Міській Думі, а частина була у приватній власності купців. Кожна крамниця мала складське приміщення в підвалах.

### Перебудови у другій половині XIX століття
В 1843—1854 роках Міська дума здавала лавки гостиного двору на відкуп, і відкупники на свій розсуд перебудовували фасади, замуровували аркові галереї.
Відтепер щезли помалу ефектні аркатури, що оточували будинок з усіх боків, в багатьох місцях перерізані первісні пілястри, вікна, ґзимси; над крамницями надбудовані другі поверхи тощо.
На літографії, яка зберігається у сімейному архіві києвознавця Владислави Осьмак, Гостиний Двір зображений наприкінці 40-х років XIX століття із ринком усередині.
Наприкінці ХІХ ст. перед фасадом, звернутим до Олександрівської вулиці (тепер — Петра Сагайдачного) було розбито сквер, який мав декорувати невдалі заходи щодо реконструкції будівлі.
19 жовтня 1905 року російські монархічні ультранаціоналісти «чорносотенці» вчинили погром єврейських лавок, що розміщувалися у Гостиному дворі.

### Радянський час

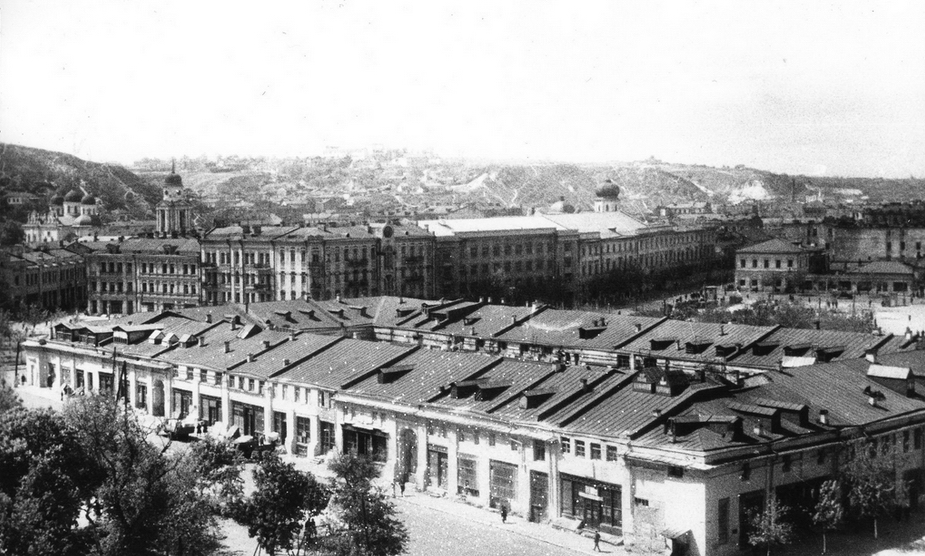
Гостиний двір у радянський час, приблизно середина 20 сторіччя

В 1917 році в Гостиному дворі працювало 53 крамниці. Більшість купців індивідуально подобудовували горище над своїми лавками, яке виконувало функцію повноцінного другого поверху. Професор Костянтин Щероцький писав, що незважаючи на перебудову більшості лавок, гостиний двір зберіг риси архітектури початку XIX століття. в стилі ампір із колонами і відповідними прикрасами вікон, фронтонів тощо.
У 1920-ті роки одноповерховий Гостинний двір залишався торговим комплексом. У його секціях торгували НЕПмани, потім робочі кооперативи — «сорабкопи». На жаль, у цей час віконно-дверні прорізи переробили вже зовсім бридко, а надбудови остаточно попсували вихідні шляхетні пропорції фасадів.
У 1930-му році на фасаді, повернутим до Контрактового дому, збереглася лиш одна арка в початковому вигляді. 1924 частково відновлене первісне, жовте з білим, пофарбування фасаду.
Під час Другої світової війни двір повністю занепав.
За Генеральним планом 1947 року на Контрактовій площі пропонувалося знести Гостиний двір.
У повоєнні роки цю будівлю використовували як товарну базу численні невеликі підприємства. Збереженню та акуратному вигляду споруди це не сприяло. У приміщеннях Гостиного двору працювали гастрономторги, культторги, галантерейторги. Тут же розташовувались кравецька майстерня, контори будівельно-монтажних управлінь, централізовані склади тощо. Підземні складські приміщення гарно збереглися — у дворі постійно розвантажували всілякі товари і матеріали.
Лише на короткий час у 1955 році фасади Гостинного двору привели у порядок і навіть забезпечили їх старовинними вивісками задля зйомки двох фільмів — екранізації «Матері» М. Горького, режисера Марка Донського та «Матрос Чижик» режисера Володимира Брауна.

### Перебудова за проєктом В. Шевченко (1983—1990)

#### Прокладення метро на Подолі
На межі 1960—70-х pp. відроджується інтерес до вивчення та охорони історичного середовища Подолу.
У 1972 розпочалося будівництво метрополітену на Подолі. Будівництво лінії Поштова площа — Петрівка мало пройти переважно відкритим способом в умовах обмежених історичною забудовою Подолу. Це мало призвести до численних руйнувань забудови.
Тож у 1972-74 роках під керівництвом архітекторки Валентини Шевченко було проведено історико-архітектурну інвентаризацію забудови Подолу у межах Поштової пл. й вул. Ратманського (тепер Введенська). За її результатами було запропоновано відтворити Гостиний двір за проєктом архітектора Л. Руски шляхом надбудови та реставрувати всі споруди, що містяться по периметру площі.
Громадськість відстояла цінність Гостиного двору і було прийнято рішення пройти тунелем під будівлею закритим способом, а саму будівлю на період проведення робіт додатково зміцнити. Проте після проведення робіт з прокладення тунелів метро центральна частина будівлі дала просадку і по ній пішли тріщини.
За словами архітекторки Валентини Шевченко Гостиним двором збиралися займались три провідних архітектори-реставратори.
```
"Одна з них, Забвенко, прийшла, пофотографувала, побачила, у якому все страшному стані, – і відмовилась від роботи. Інша, Бакова, подивилась й сказала, що не хоче померти під цими аварійними арками. Цей же Отченашко, що дав зелене світло на виключення Двору з пам'яток, теж приходив, покопав-покопав і пішов. Тоді це все мені дісталось"
```

На основі віднайденого в Ленінградському архіві першопочаткового креслення Луїджі Руска архітектори-реставратори Валентина Шевченко та Юрій Лосицький склали проєкт оновленої двоповерхової будівлі.

#### Рішення про відбудову
2 лютого 1977 року Київський міськвиконком звернувся до Ради Міністрів УРСР з клопотанням вжити заходів щодо захисту історико-культурної спадщини столиці України, зокрема, до 1500-річного її ювілею. У листі містилися і конкретні пропозиції, які лягли в основу постанови Ради Міністрів УРСР від 28 жовтня 1977 про поліпшення охорони й використання пам'яток історії та культури в Києві. Ухваленим документом, зокрема, передбачалися уточнення й затвердження меж заповідних й охоронних зон пам'яток історії та культури, зон регульованої забудови і природного ландшафту, а також розробка проєктів їх упорядкування.
6 вересня 1979 року Гостиний двір внесли в «Список пам'яток містобудування і архітектури Української РСР, що перебувають під охороною держави» під охоронним номером № 872. За цим документом, охороняється двоповерховий проєкт Л.Руска 1811—1829 року (до перебудови за оновленим одноповерховим проєктом Меленського).
1979 року Контрактову площу оголошено заповідною територією міста. Пропонувалося затвердити перспективний план робіт з реставрації пам'яток містобудування і архітектури. Уряд республіки зобов'язав Київський міськвиконком разом з Держбудом УРСР і Академією наук УРСР провести до 1980 науково-комплексну інвентаризацію пам'яток історії та культури старої забудови Києва та його історичних околиць.
До відновлення пам'ятки долучилося Українське товариство охорони пам'яток історії та культури, члени якого у 1979 році зібрали 100 рублів на відновлення Гостиного двору.
Рада Міністрів республіки підтримала пропозицію про створення історико-культурного заповідника «Стародавній Київ», який був організований у 1987. Постановою встановлювалися терміни завершення проєктних робіт (1977—80) з реконструкції Червоної (нині Контрактова) та Поштової площ, а також вулиць Жданова (нині вул. П. Сагайдачного) і Зелінського (нині вул. Покровська). Були ухвалені рішення і з окремих визначних пам'яток, зокрема, щодо реставрації фасадів Миколаївського костьолу на вул. Червоноармійській, 75, відбудови Золотих воріт, фонтану «Самсон» і Гостиного двору на Контрактовій площі Подолу.
Реставратори підготували в 1981 р. проєкт двоповерхової будівлі — природно, з розміщенням в його стінах закладів торгівлі та служби побуту. Але керівники торговельних і побутових відомств не поспішали розміщувати там заклади торгівлі, побуту за громадського харчування — через незадовільний стан Гостинного двору. Справа застопорилася.
І тоді на допомогу прийшов Держбуд України.
```
"Потім голова Держбуду Злобін викликав нас у Радмін, і сказав, що треба робити проект під реставраційний фонд, інакше Двір загине. Так і зробили", – розповідала Валентина Шевченко.
[
20
]
```

11 березня 1982 року Рада міністрів УРСР затвердила нове проєктне завдання реставрації пам'ятки, за яким мав бути виконаний проєкт реставрації пам'ятки з пристосуванням під приміщення УСНРПУ(500 кв.м.), інститут «Укрпроектреставрація»(3300 кв.м.) та Науково-технічну бібліотеку з будівництва та архітектури(1200 кв.м.) та ділянки реставрації живопису(100 кв.м.).

#### Знесення старої будівлі та зведення нової
До робіт з реставрації приступили у 1983 році і тривали вони до 1990 року.
Спочатку за проєктом Валентини Шевченко планували надбудувати другий поверх, як було заплановано ще першим проєктом, та оновити будинок зсередини. Проте перед початком робіт були проведені додаткові інженерно-технічні дослідження, які виявили, що цегла була дуже якісною, а от розчин, який її скріпляв — поганим. Стіни та фундамент легко руйнувалися, тому було ухвалено рішення повністю розібрати будівлю і відбудовувати з нуля в первісних габаритах.
У 1985 році здали першу частину будинку — північно-східне крило. Туди заїхала Державна архітектурна бібліотека ім. Заболотного.
Остаточно залишки старої будівлі з боку фонтану «Самсон» знесли у 1987 році.
У 1986 році через вибух на Чорнобильській АЕС держава перенаправила частину коштів з будівництва Гостинного двору на ліквідацію наслідків аварії. Через це роботи затягнулися і були завершені тільки у 1990 році.

#### Відгук архітектурної спільноти на відбудову
Народний архітектор України, головний архітектор Києва у 1988—1992 роках Микола Жаріков у своїй книзі «Мои майданы» негативно оцінив надбудову другого поверху.

#### Часи незалежності
У 1994 році у Гостинному дворі був знятий музичний відеокліп Народного артиста України Павла Зіброва «Білий цвіт на калині» за участю Народних артистів України: Іво Бобула, Лілії Сандулеси, Віталія Білоножко та Світлани Білоножко.
У березні 1994 року будівлю передали в оренду приватної структури — приватному акціонерному товариству "Спеціальне науково-реставраційне проєктне будівельно-виробниче підприємство «Укрреставрація». Орендар зобов'язався зберігати історичну пам'ятку у належному санітарному, протипожежному і технічному стані. Проте насправді стан приміщень постійно погіршувався.
13 квітня 2007 року Кабмін Віктора Януковича своїм розпорядженням передав будинок Гостиного двору під управління Державного агентства з інвестицій та інновацій для розміщення центрального апарату Агентства. 27 лютого 2008 року Уряд Юлії Тимошенко скасував це рішення.
15 листопада 2010 року Кабмін Миколи Азарова видав розпорядження про розміщення Державного комітету з питань контролю за наркотиками у будівлі Гостиного двору на правах оренди. До середини грудня комітету мало бути передано 578,1 кв. метра і ще 571,9 кв. метра до 1 травня 2011 року.
До травня 2012 року у приміщенні Гостиного двору були розміщені крамниці, бари, банк, Київський академічний драматичний театр на Подолі, науковий інститут, ПАТ «Укрреставрація», сауна, а також Державна наукова архітектурно-будівельна бібліотека ім. Заболотного.

### Реконструкція за проєктом А. Миргородського (2013—2020)

#### 2011 рік
4 липня 2011 року було проведено засідання ради Міністерства регіонального розвитку, будівництва та житлово-комунального господарства України на якому обговорювали статус Гостиного двору.
Постановою Кабміну України від 15 серпня 2011 року № 1380 Гостиний двір було виключено зі списку пам'ятників архітектури України, що перебувають під охороною держави.
Це рішення ґрунтувалося на рекомендаціях і погодженнях Міністерства культури, яке взяло за основу фальсифіковане дослідження Українського державного науково-дослідного та проєктного інституту. У своїх висновках інститутом замість зовнішніх розмірів будинку було вказано відстані між крайніми його осями, що проходять у внутрішньому просторі будівлі. А вже у пояснювальній записці до урядової постанови Мінкульт вказав параметри 100×60 м, які не підтверджуються жодним даними, зафіксованими в інвентаризаційних документах.

#### 2012 рік
26 квітня депутати Київради надали дозвіл на розробку проєкту землеустрою ПАТ «Укрреставрація» на Контрактовій площі, 4 для реконструкції будівлі під торговельно-офісний центр з гостьовою стоянкою. Проголосувало 68 депутатів (згодом у ЗМІ був опублікований їх поіменний перелік [Архівовано 5 травня 2012 у Wayback Machine.]). Опозиційні депутати заявили, що це виллється у перебудову Гостиного двору в торговельно-офісний центр.
За проєктом архітектора Андрія Миргородського у двоповерхової споруди має бути зміцнений фундамент для протидії вібрації від поїздів метрополітену. Внутрішнє подвір'я має бути накрите скляним дахом, горище перетвориться на третій поверх з вікнами, які виходитимуть усередину, додадуть центральні ворота, а зовнішні галереї буде засклено.
Архітектор Валентина Шевченко заявляла, що споруда Гостиного двору має бути захищена державою та виступила проти проєкту реконструкції, запропонованого Київраді Миргородським.
У свою чергу київські активісти (зокрема, представники організацій «Збережи старий Київ» та «Право на місто») розпочали акцію протесту. Створення чергового торгового центру, тим більше, в будівлі історичної пам'ятки, кияни вважали недоцільним.
Після 26 травня всередині Гостиного двору розташувалися активісти, що виступали за повернення споруді статусу пам'ятки архітектури і проти її перетворення на торговельний центр. Того дня вони провели «альтернативне святкування Дня Києва», яке продовжилося безстроковою акцією протесту. На початку святкування учасники зайняли внутрішній двір цієї споруди, який до того був зачиненим для відвідувачів. З того дня, перебуваючи на території Гостиного двору, активісти проводять численні культурні й творчі заходи. Їхня мета — створення у Гостиному дворі громадсько-культурного центру замість комерційного проєкту влади.
Уранці 27 квітня будівельники розпочали підготовку до «реконструкції» Гостиного двору. На територію двору заїхала бурова установка. Робітники розпочали роботу за наказом підрядника — компанії «Основа-Солсіф», не маючи дозвільних документів. При цьому рішення Київради набуває сили лише після підписання міським головою та оприлюднення у комунальних ЗМІ, а цього зроблено не було.
3 серпня президент Віктор Янукович виключив Гостиний двір з Переліку пам'яток культурної спадщини, що не підлягають приватизації.
20 вересня Київрада передала «Укрреставрації» в оренду на 5 років земельну ділянку під Гостинним двором для проведення реконструкції цієї будівлі під торгівельно-офісний центр з гостьовою стоянкою.
21 грудня Гостиний двір був включений до Державного реєстру нерухомих пам'яток України у складі комплексу споруд Контрактової площі — пам'ятки містобудування і архітектури місцевого значення.

#### 2013 рік

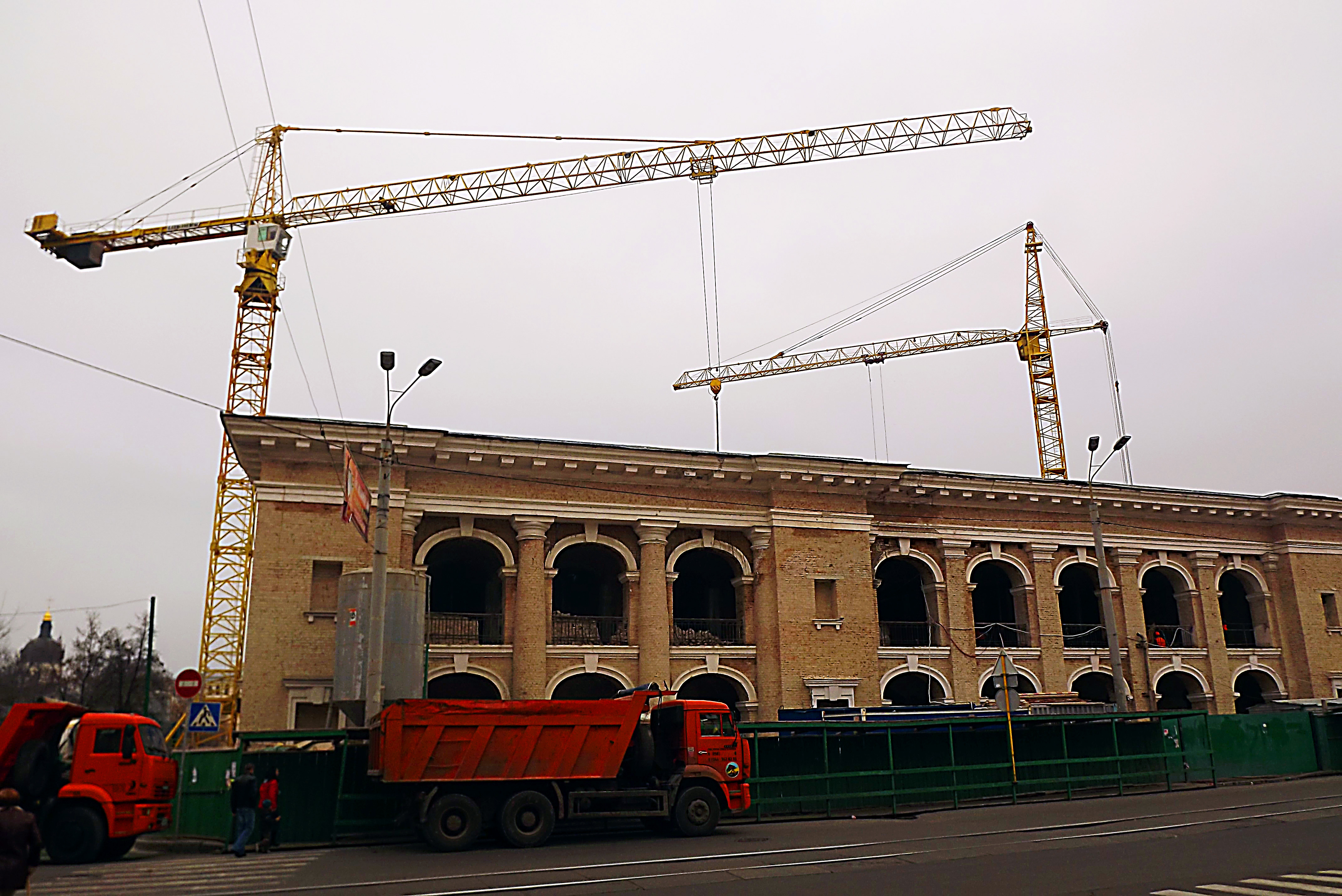
Гостиний двір станом на листопад 2013 року

14 січня голова КМДА Олександр Попов повідомив, що за рішенням Міністерства культури Гостиний двір та ще 30 будинків історичного Подолу набули правового статусу комплексу пам'яток містобудування місцевого значення. За його словами, тепер Гостиний двір буде не реконструйовано, а реставровано.

##### Пожежа на даху будівлі
У ніч з 8 на 9 лютого 2013 року відбулась масштабна пожежа в горищному приміщенні на площі 200 м². Пожежу гасили 6 годин і вона сильно пошкодила дах будівлі. Через пожежу з приміщення необхідно було терміново відселяти бібліотеку та інститут реставрації, що було вигідно забудовникові.

##### Силовий розгін активістів
18 лютого біля стін Гостиного двору відбулася чергова сутичка між активістами та представниками забудовника. «Беркут», не помітивши рейдерів, грубо розігнав протестувальників, частину активістів було затримано. Також до беркутівського автозаку потрапив народний депутат України 7-го скликання Андрій Міщенко (ВО «Свобода»). Безстрокова культурна акція протривала майже 9 місяців.

### Гостиний двір після Революції Гідности (2014—2021)

#### 2014 рік
22 лютого у Гостинному дворі припинилися всі будівельні роботи.
25 квітня Київський апеляційний адміністративний суд скасував дозвіл на реконструкцію Гостиного двору. Суд частково задовольнив апеляційну скаргу народного депутата України, тоді громадського активіста Ігоря Луценка.
3 липня 2014 року Київська міська рада скасувала [Архівовано 28 квітня 2017 у Wayback Machine.] рішення про відведення землі під реконструкцію Гостиного двору на Контрактовій площі.

#### 2015 рік
27 жовтня Окружний адміністративний суд міста Києва визнав [Архівовано 25 квітня 2017 у Wayback Machine.] незаконною і недійсною постанову Кабміну України від 15 серпня 2011 року № 1380 «Про виключення будівлі Гостиного двору в місті Києві зі списку пам'ятників архітектури Української РСР, що перебувають під охороною держави».
17 грудня Фонд державного майна України достроково розірвав [Архівовано 25 квітня 2017 у Wayback Machine.] договір оренди з приватною фірмою «Укрреставрація». Кабінет Міністрів України відкликав [Архівовано 25 квітня 2017 у Wayback Machine.] апеляцію.

#### 2016 рік
21 січня Київський апеляційний адміністративний суд повернув Гостиному двору статус пам'ятки національного значення.
У листопаді 2016 року Прокуратура міста Києва поновила [Архівовано 25 квітня 2017 у Wayback Machine.] розслідування справи щодо незаконного ведення будівельних робіт ПАТ «Укрреставрація» в Гостиному дворі.

#### 2017 рік
Стан будівлі погіршився: стіни без даху покриті величезними тріщинами, обсипаються, територія заросла травою і кущами.

#### 2018 рік
Київський апеляційний господарський суд підтримав позицію прокуратури Києва і повернув державі будівлю «Гостинного двору».

#### 2019 рік
21 січня Фонд державного майна України зареєстровано [Архівовано 30 липня 2019 у Wayback Machine.] власником будівлі «Гостинного двору» площею 12752 кв. м. на Контрактовій площі, 4.